# U 67 (U-Boot, 1915)
U 67 war ein diesel-elektrisches U-Boot des Kriegsauftrags „D“ der deutschen Kaiserlichen Marine, das im Ersten Weltkrieg zum Einsatz kam.

## Einsätze
Das U-Boot wurde noch vor Kriegsbeginn von der Österreichischen Marine bestellt, jedoch am 28. November 1914 von Deutschland übernommen. Am 15. Mai 1915 lief das Boot schließlich als U 67 bei der Germaniawerft in Kiel vom Stapel und wurde am 4. August 1915 in Dienst gestellt. Die Kommandanten des U-Bootes waren Kapitänleutnant Erich von Rosenberg-Gruszcynski (4. August 1915 – 15. März 1916), Kapitänleutnant Hans Nieland (16. März 1916 – 14. Dezember 1917), Kapitänleutnant Hellmuth von Rabenau (15. Dezember 1917 – 15. September 1918) und Kapitänleutnant Woldemar Petri (26. Oktober 1918 – 20. November 1918). Sämtliche Versenkungen wurden unter Kapitänleutnant Hans Nieland (1885–1946) erzielt, der am Ende des Krieges 26 Versenkungen mit 40.157 BRT sowie weitere vier Beschädigungen mit 19.048 BRT auf seinen Feindfahrten verbuchen konnte und später als Prof. Dr. phil. nat. an der Universität Heidelberg lehren sollte.
U 67 war der IV. U-Flottille der Hochseestreitkräfte zugeordnet, die in Emden und auf Borkum stationiert war.
U 67 führte während des Ersten Weltkrieges 13 Feindfahrten im östlichen Nordatlantik durch. Dabei wurden insgesamt 17 Handelsschiffe der Entente und neutralen Staaten mit einer Gesamttonnage von ca. 39.693 BRT versenkt. Das größte Schiff, das versenkt wurde, war das britische Frachtschiff Headley (ca. 5.000 BRT). Die Headley wurde am 19. Februar 1917 auf ihrer Fahrt von Portland nach London etwa auf der Position 49° 9′ N, 6° 29′ W  versenkt. Das britische Handelsschiff Idomeneus, das am 15. September 1917 im Nordkanal torpediert wurde, war zwar mit fast 6.700 BRT deutlich größer, konnte aber nach Strandung wieder instand gesetzt werden. Das kleinste von U 67 aufgebrachte Schiff war das nur 23 BRT messende Fischerboot Premier, das am 27. November 1917 vor Schottland angehalten und versenkt wurde – ein Beispiel, dass auch Schiffe geringen Ausmaßes zur Beute deutscher U-Boote wurden.

## Verbleib
U 67 überstand den Ersten Weltkrieg, ohne selbst versenkt zu werden. Am 20. November 1918 wurde das U-Boot an Großbritannien ausgeliefert und im Jahr 1921 in Fareham abgewrackt.

## Schiffskontakte
Von U 67 versenkte oder beschädigte Schiffe:
| Datum              | Name                          | Tonnage              | Nation                 |
| ------------------ | ----------------------------- | -------------------- | ---------------------- |
| 16. April 1916     | Cardonia                      | 2.169                | Vereinigtes Königreich |
| 20. April 1916     | Whitgift                      | 4.397                | Vereinigtes Königreich |
| 22. April 1916     | Chanaral                      | 2.423                | Frankreich             |
| 17. Januar 1917    | Daisy                         | 1.227                | Dänemark               |
| 29. Januar 1917    | Punta Teno                    | 1.042                | Spanien                |
| 1. Februar 1917    | Butron                        | 2.434                | Spanien                |
| 2. Februar 1917    | Elikon                        | 1.166                | Griechenland           |
| 5. Februar 1917    | Lorton                        | 1.419                | Peru                   |
| 19. Februar 1917   | Headley                       | 4.953                | Vereinigtes Königreich |
| 17. April 1917     | Kish                          | 4.928                | Vereinigtes Königreich |
| 18. April 1917     | Rhydwen                       | 4.799                | Vereinigtes Königreich |
| 20. April 1917     | Portloe                       | 3.187                | Vereinigtes Königreich |
| 28. April 1917     | Port Jackson                  | 2.309                | Vereinigtes Königreich |
| 19. Juli 1917      | Harrildsborg                  | 1.547                | Dänemark               |
| 24. Juli 1917      | Viking                        | 873                  | Schweden               |
| 28. Juli 1917      | Rigmor                        | 798                  | Dänemark               |
| 15. September 1917 | Idomeneus*                    | 6.692                | Vereinigtes Königreich |
| 21. November 1917  | Breynton*                     | 4.240                | Vereinigtes Königreich |
| 22. November 1917  | Redbridge*                    | 3.834                | Vereinigtes Königreich |
| 27. November 1917  | Premier                       | 23                   | Vereinigtes Königreich |
|                    | Versenkt: Beschädigt: Gesamt: | 39.694 14.766 54.460 |                        |

*beschädigt, aber nicht versenkt